# Begraafplaats van Warloy-Baillon
De Begraafplaats van Warloy-Baillon is een gemeentelijke begraafplaats gelegen in de gemeente Warloy-Baillon in het Franse departement Somme. De begraafplaats ligt 450 m ten noordoosten van de dorpskerk (Église Saint-Pierre). Ze heeft een min of meer driehoekig grondplan en wordt omsloten door een haag. De toegang bestaat uit een tweedelig metalen traliehek tussen bakstenen zuilen.

## Geschiedenis
De gemeentelijke begraafplaats werd van oktober 1915 tot 1 juli 1916 gebruikt om Franse en Britse gesneuvelden uit eerdere veldslagen te begraven. Vanaf dan vestigden zich in de gemeente veldhospitalen als voorbereiding op de komende aanval op de Duitse linies die als de Slag aan de Somme zal bekend worden. Om de gesneuvelden te kunnen begraven werd een uitbreiding aangelegd naast de reeds bestaande militaire perken, die door middel van een draadafsluiting ervan gescheiden is. De gevechten die plaatsvonden van juli tot november 1916 waren verantwoordelijk voor het grote aantal doden die op deze Extension werden begraven. Enkele zijn afkomstig van de gevechten tijdens het Duitse lenteoffensief in 1918.

## Franse oorlogsgraven

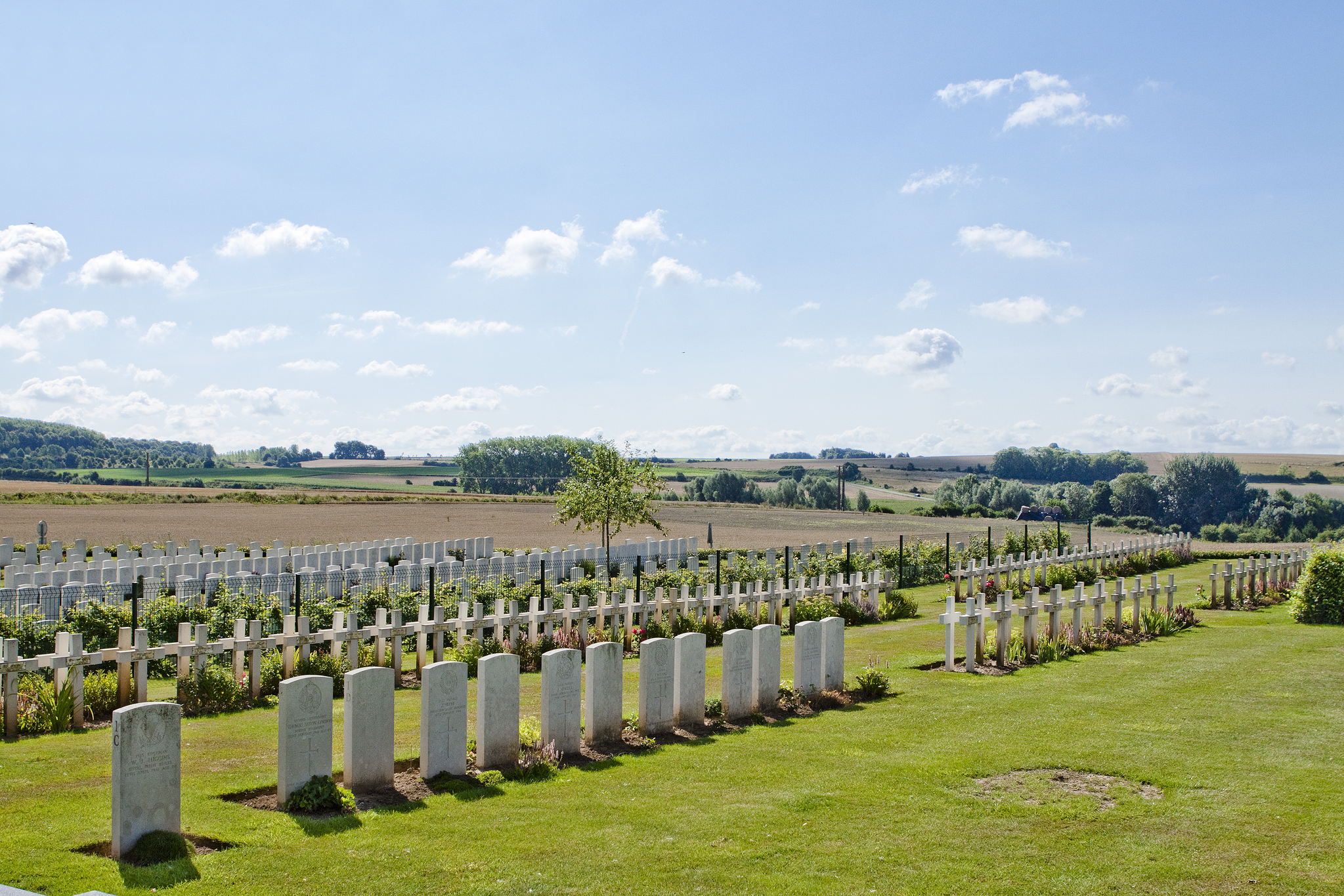
Franse graven

Er liggen 158 Franse gesneuvelden uit de Eerste Wereldoorlog begraven.

## Britse oorlogsgraven
Op de oorspronkelijke begraafplaats ligt een perk met Britse gesneuvelden uit de Eerste Wereldoorlog. Van oktober 1915 tot 1 juli 1916 werden hier Britse militairen begraven. Deze 46 graven worden onderhouden door de Commonwealth War Graves Commission waar de begraafplaats geregistreerd staat onder de naam Warloy-Baillon Communal Cemetery De Britse perken werden ontworpen door Reginald Blomfield.

### Graven

#### Onderscheiden militair
- Percy Wilfrid Machell, luitenant-kolonel bij het Border Regiment werd onderscheiden met de Order of St Michael and St George en de Distinguished Service Order (CMG, DSO). Hij was 54 jaar toen hij op 1 juli 1916 stierf.

## Extensie
Naast het Britse perk op de gemeentelijke begraafplaats werd een in 1916 een extensie aangelegd. Het terrein is aan drie zijden omgeven door een haag, enkel aan de oostelijke zijde staat een bakstenen muur. Het Cross of Sacrifice staat in de zuidoostelijke hoek direct aan de toegang en de Stone of Remembrance staat centraal aan de oostelijke muur. 
Er liggen 1381 doden begraven waaronder drie niet-geïdentificeerde.
De graven worden onderhouden door de Commonwealth War Graves Commission waar de uitbreiding ingeschreven staat onder de naam Warloy-Baillon Communal Cemetery Extension

### Graven
Er liggen 858 Britten, 152 Canadezen, 321 Australiërs en 17 Duitsers uit de Eerste Wereldoorlog begraven. 
Er liggen ook nog drie slachtoffers uit de Tweede Wereldoorlog, twee Britse en een Duitse.

#### Onderscheiden militairen
- Edward Charles Ingouville-Williams, generaal-majoor bij de General Staff werd onderscheiden met de Order of the Bath en de Distinguished Service Order (CB, DSO).
- Albermarle Cator Annesley, luitenant-kolonel bij de Royal Fusiliers werd onderscheiden met de Distinguished Service Order (DSO).
- Albert Dunkley, korporaal bij de Royal Marines werd onderscheiden met de Distinguished Service Medal (DSM).
- majoor Allan De Vere Conners; de kapiteins Stewart Murray Hansen, Edward Miller Ellis, James Edward Herbert en Robert Leavitt Knubley en de luitenants George Herbert Scott, Irvine Julius Barton en Henry Stewart Dobbie werden onderscheiden met het Military Cross (MC).
- korporaal Elias Jones van de Royal Welsh Fusiliers werd onderscheiden met de Distinguished Conduct Medal en de Military Medal (DCM, MM).
- de sergeanten W. Steel en J. McGill; de korporaal J. O'Brien en de soldaten Ambrose Griffin en E. Willetts werden onderscheiden met de Distinguished Conduct Medal (DCM).
- er zijn nog 21 militairen die de Military Medal (MM) ontvingen.

#### Minderjarige militairen
- soldaat Henry William Cox van de Australian Infantry, A.I.F. was 16 jaar toen hij op 12 augustus 1916 sneuvelde.
- de soldaten H. Allen, Albert Victor Moth, Lionel Mills Fennell, J. Sloan, A.W. Perry, C. Robinson en Sydney Carr waren 17 jaar toen ze sneuvelden.

#### Aliassen
Er liggen 12 militairen begraven die onder een alias dienst deden.
- sergeant William Henry Hughes als B. Anderson bij het 5th Canadian Mounted Rifles Battalion.
- sergeant John A. Waters als J.A. Warner bij de The Queen's (Royal West Surrey Regiment).
- soldaat George Trinder als George Murphy bij de Australian Infantry, A.I.F..
- soldaat George Forrester Sherlock als C.J. Pattern bij de Canadian Infantry.
- soldaat Alex Daunais als A. Doena bij het 1st Canadian Mounted Rifles Battalion.
- soldaat W.H. Bateman als Horace Reginald Hook bij de Australian Infantry, A.I.F..
- soldaat H.C. Sharp als H. Thomas bij het Canadian Army Service Corps.
- soldaat Charles Henry Black als Charles Thompson bij de Australian Infantry, A.I.F..
- soldaat Ewen Mackinnon als D. Dow bij de Canadian Infantry.
- soldaat Leon Boisvert als L. Greenwood bij de Canadian Infantry.
- soldaat Ralph Edward Treloar als R.E. Trew bij het Dorsetshire Regiment.
- soldaat Daniel Joseph Looney als D. Regan bij de Canadian Pioneers.

#### Gefusilleerde militair
- George Edward Hughes, korporaal bij het 7th Bn. King's Own (Royal Lancaster) Regiment, werd wegens desertie gefusilleerd op 23 november 1916.[5]

}